# Ștefan Luchian

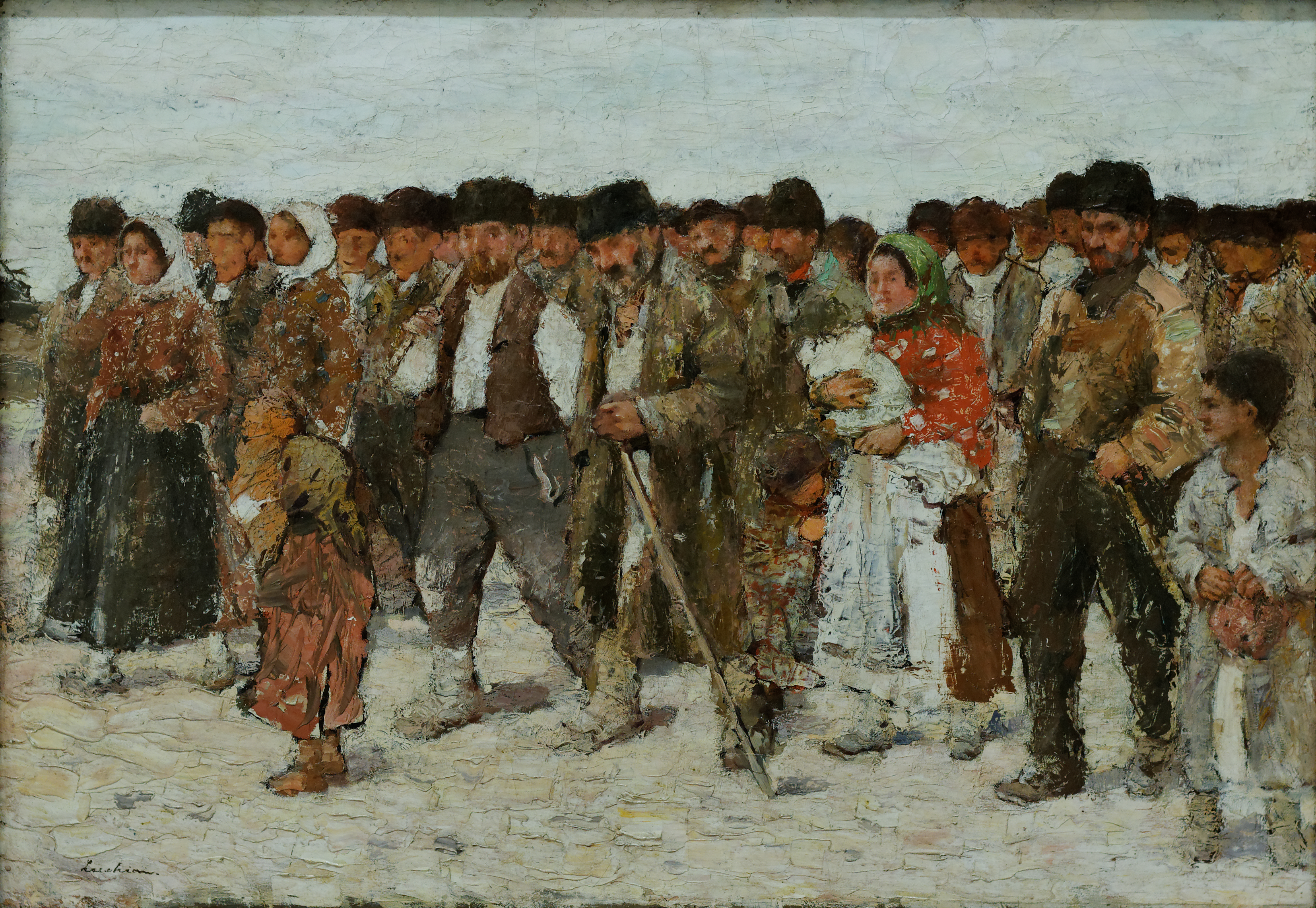
Kukorica osztásra várva

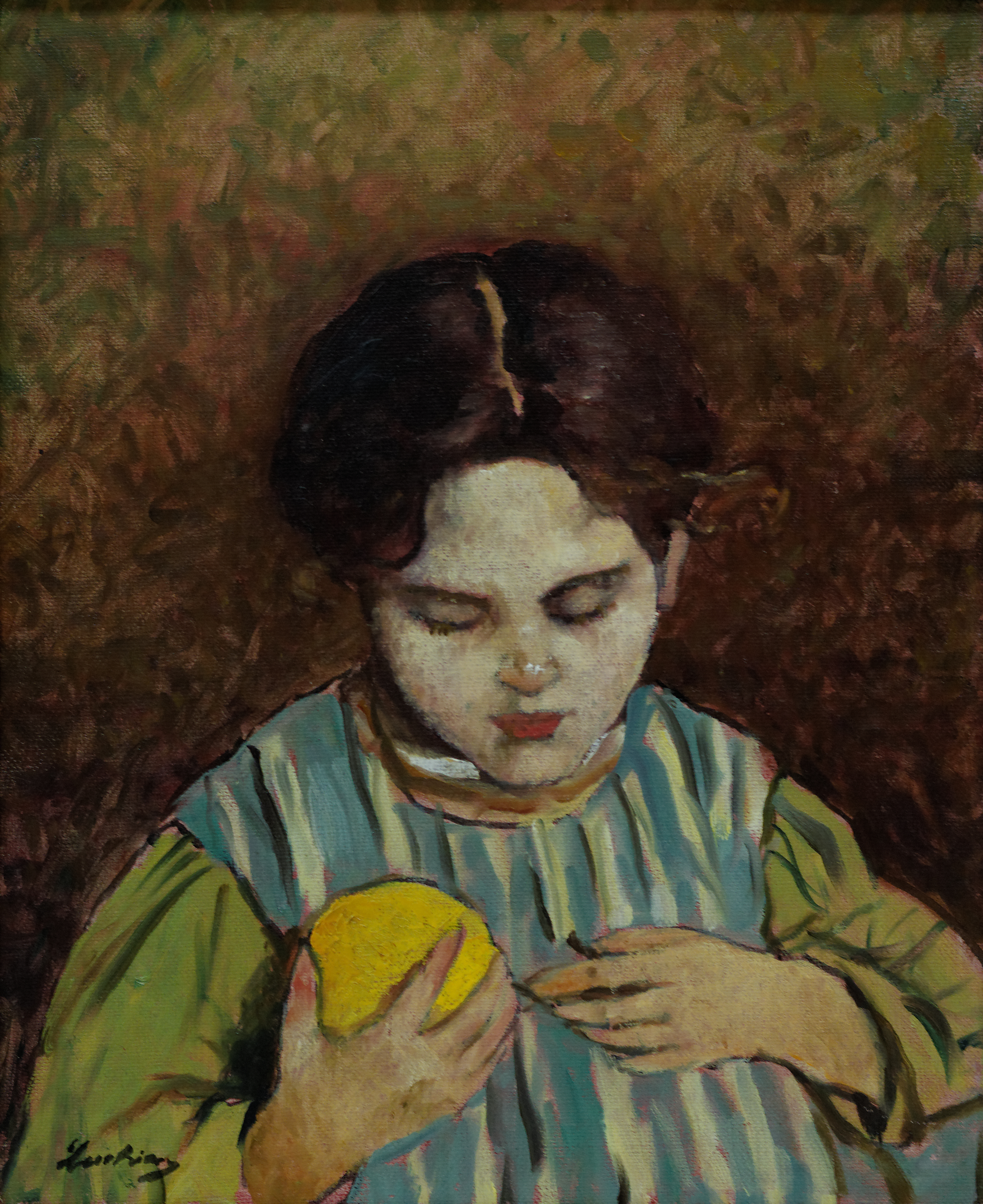

Ștefan Luchian (Ștefănești, 1868. február 1. – Bukarest, 1916. június 28.) román festő. Nicolae Grigorescu és  Ion Andreescu mellett a modern román festészet kiemelkedő alakja.

## Pályafutása
Apja katonatiszt volt, 1873-ban költöztek Bukarestbe. Anyja a gimnázium után katonai akadémiára akarta küldeni, de Luchian a Képzőművészeti iskolát (Școala de belle arte) választotta 1885-ben. Nicolae Grigorescu, akinek művészete nagy hatást gyakorolt Luchianra, arra biztatta, hogy válassza a festőművész pályát.
1889 őszén iratkozott be a Müncheni Képzőművészeti Akadémiára. Két szemesztert tanult Johann Gaspar Herterichnél, és régi, nagy mesterek (Correggio és Rembrandt) képeit másolta a Kunstareal Münchenben. 1890-ben visszatért Romániába, és részt vett a Cercul Artistic csoport első kiállításán. Luchian nem fogadta el az akadémista festészet szabályait, amelyeket a müncheni akadémia és a román iskola megköveteltek. 1891–93-ban Párizsban, a Julian Akadémián William-Adolphe Bouguereau és Tony Robert-Fleury tanítványa volt, és ott találkozott az impresszionizmussal.
1896-ban Nicolae Vermonttal, Constantin Artachinóval és Alexandru Bogdan-Pitești-tel megalapította a Függetlenek szalonját (Salonul Independenților) Bukarestben. 1900-ban, a Párizsban rendezett világkiállításon két pasztellje díszítette a román pavilont, és mindkettőt bemutatták az Exposition Décennale des Beaux Arts  kiállításon. 1901-ben súlyosan megbetegedett, gerincvelő-fertőzés okozta bénulás érte. Kerekesszékbe kényszerült, de az alkotást nem hagyta abba, és attól kezdve szinte kizárólag virágcsendéleteket festett. 1911-ben állapota rosszabbodott, és szanatóriumba került. 1913-ban festette utolsó képeit. Az a hír terjedt el, hogy engedélyezte valakinek, hogy a neve alatt fessen. Csalás vádjával letartóztatták, de rövidesen szabadon engedték. Tudor Arghezi azon kevesek közé tartozott, akik megvédték és kiálltak mellette. George Enescu zeneszerző és hegedűvirtuóz meglátogatta a szanatóriumban, és bár előtte soha nem találkoztak, hegedűjátékával fejezte ki elismerését és tiszteletét a festőművész iránt. Luchiant a Bellu temetőben helyezték örök nyugalomra.

## Galéria

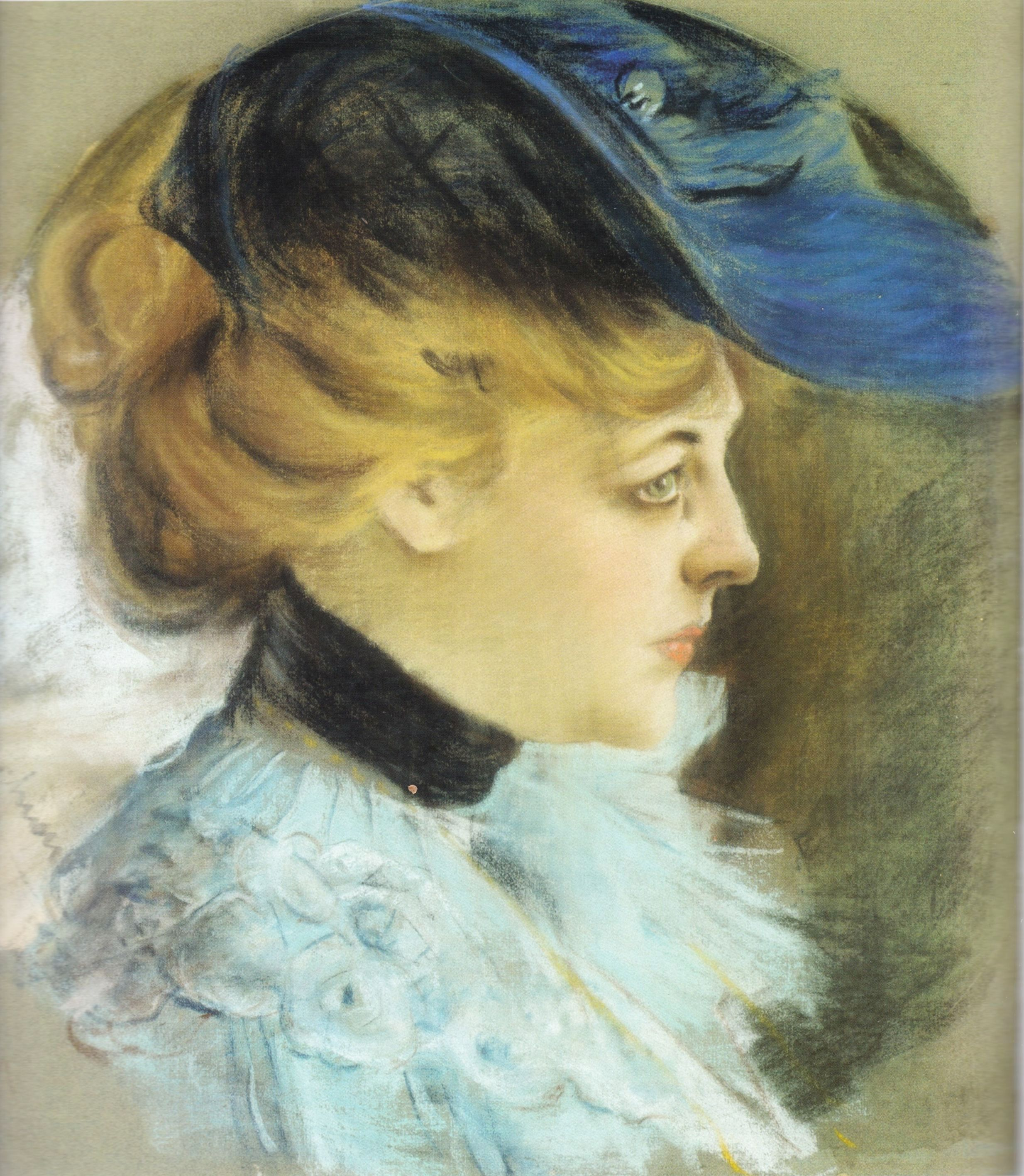
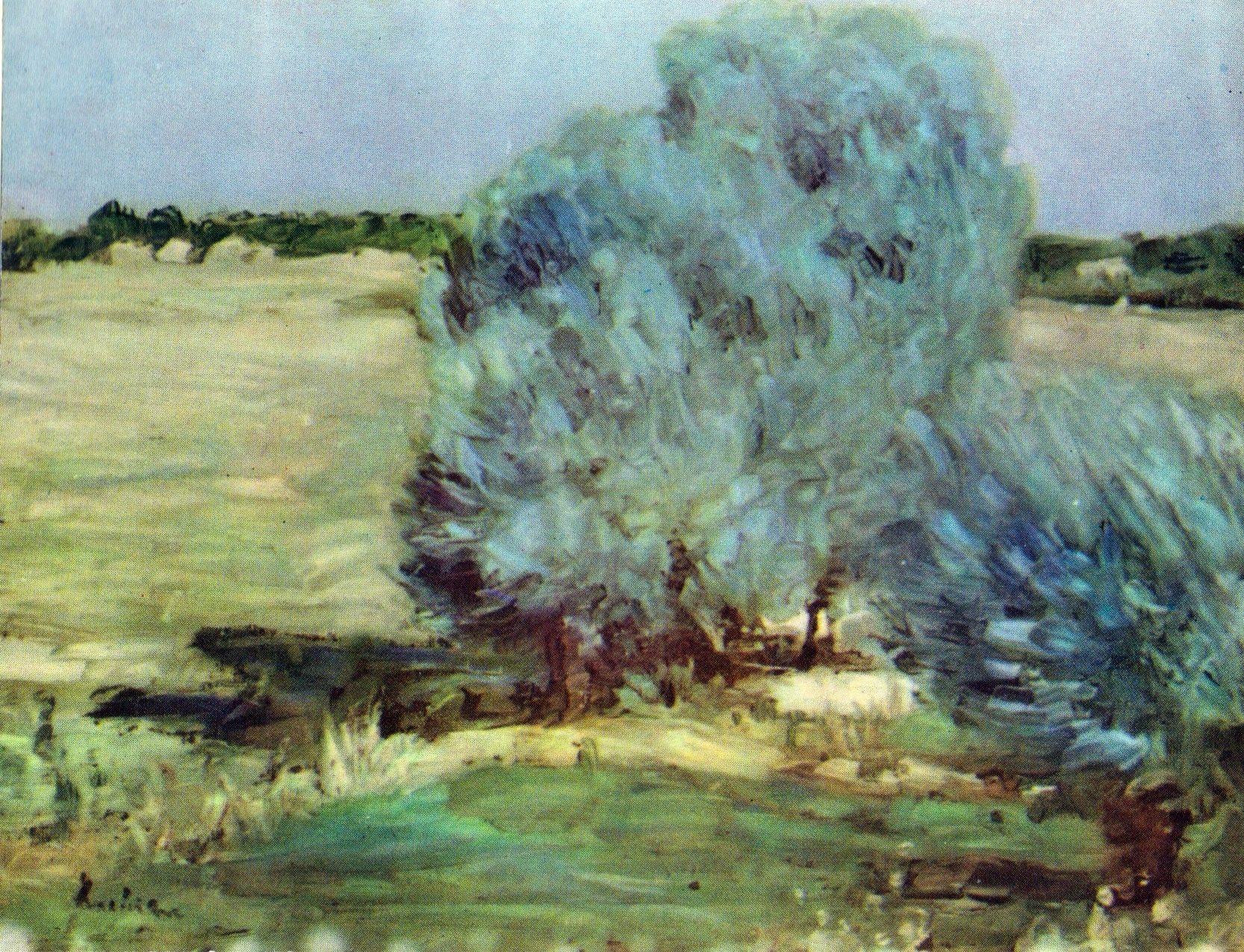
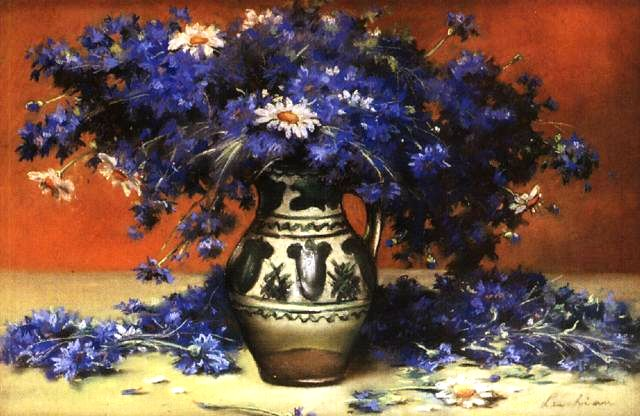

## Fordítás
- Ez a szócikk részben vagy egészben a  Ștefan Luchian  című francia Wikipédia-szócikk ezen változatának fordításán alapul.  Az eredeti cikk szerkesztőit annak laptörténete sorolja fel. Ez a jelzés csupán a megfogalmazás eredetét és a szerzői jogokat jelzi, nem szolgál a cikkben szereplő információk forrásmegjelöléseként.